# Ujguricola
Ujguricola is een vliegengeslacht uit de familie van de roofvliegen (Asilidae).

## Soorten
- U. pergrisea Lehr, 1970